# Achetaria
Achetaria es un género con 14 especies de plantas de flores perteneciente a la familia Scrophulariaceae. Algunos expertos lo clasifican en la familia Plantaginaceae.

## Especies seleccionadas
- Achetaria alpicola
- Achetaria angustissima
- Achetaria arenicola
- Achetaria bicolor

- Datos: Q5198890
- Multimedia: Achetaria / Q5198890
- Especies: Matourea